# Фенії

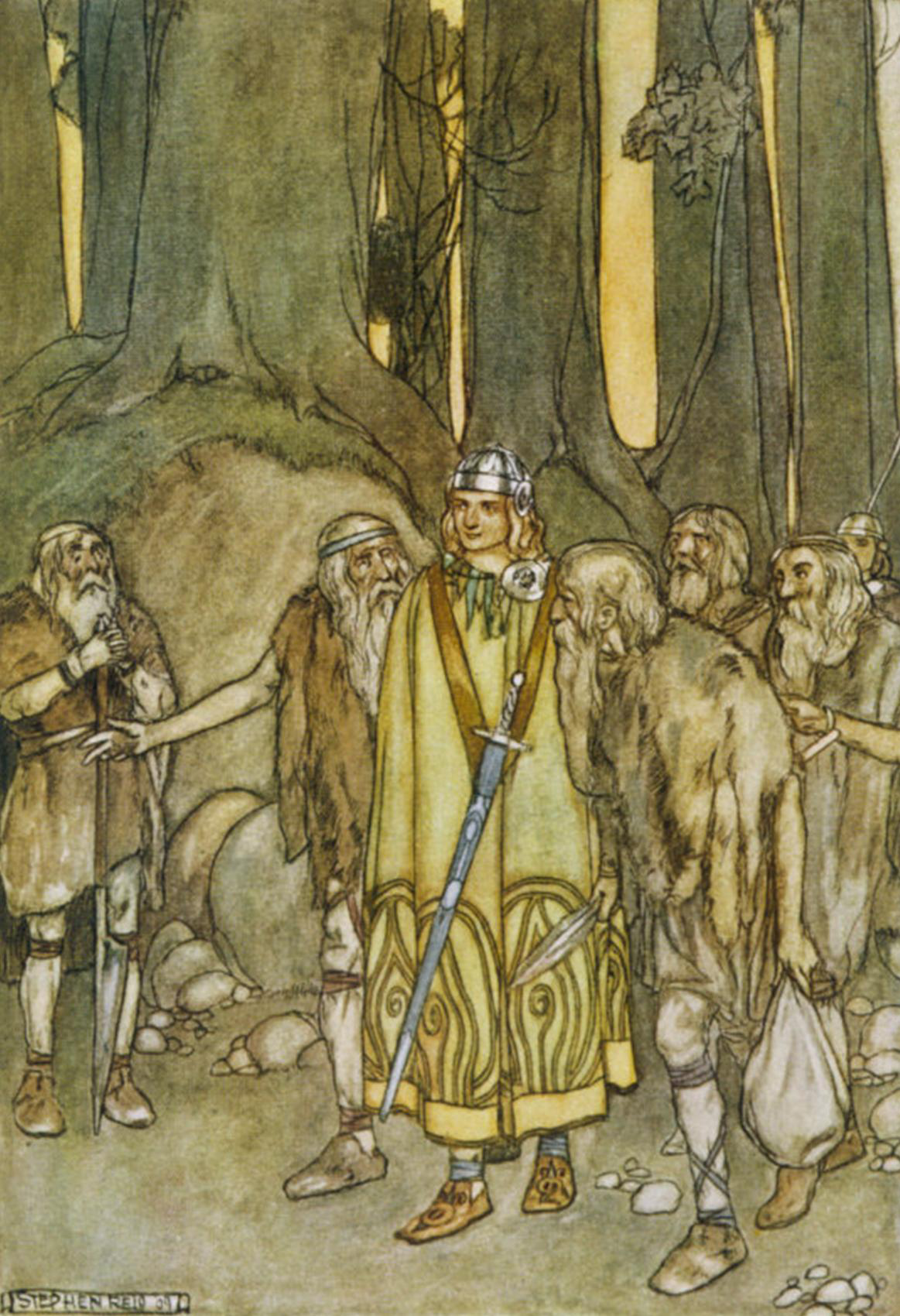
Фінн Маккул приходить на допомогу феніям. Ілюстрація Стівена Рейда.

Фенії (ірл. fían) — військовий стан у давній Ірландії, легендарна дружина ірландських воїнів, що існувала у ІІ — IV століттях нової ери Ірландії. Метою феніїв було захищати Ірландію від іноземних загарбників. В той час існувала реальна загроза захоплення Ірландії Римською імперією. Крім того на Ірландію періодично робили набіги пікти та інші племена Каледонії а також брити, що були під владою Римської імперії. В той час Ірландія була поділена на 4 васальних королівства — Улад (Ольстер), Муму (Манстер), Ленстер, Коннахт. Влада верховного короля Ірландії була номінальною і поширювалась тільки на особисті володіння — Міде. Фенії були поза системою кланів та королівств давньої Ірландії і не підкорювались верховному королю Ірландії. Вони користувалися чисельними привілеями — жителі Ірландії платили їм певну данину. Для того щоб стати фенієм потрібно було пройти певне навчання військовій справі і пройти складні випробування. Фенії становили ніби замкнену касту зі своїми звичаями, законами та традиціями. Стан феніїв нагадував дещо стан козаків в Україні в XIV–XVIII століттях.
Привілеї феніїв та їх незалежність призвели до конфлікту феніїв з верховним королем Ірландії та регіональними васальними королями та вождями кланів. Це стало причиною загибелі феніїв і зникнення цього військового стану. У легендах та історичних хроніках це описано так: Згідно зі скелою «Битва Гавре (Габхре)», Кайрбре Ліфехайр — верховний король Ірландії одружився з Айне (ірл. Aine) — дочкою фенія Фінна мак Кувалля (ірл. Fionn mac Cumhaill). За його правління його сини Фіаха Сравьтіне (ірл. Fiacha Sraibhtine) і Еохайд Доймлен (ірл. Eochaid Doimlen) здійснили кровну помсту — вбили вождя племені дессі Енгуса Габюабьхеха (ірл. Óengus Gaíbúaibthech) — Енгуса Спис з Ланцюжками, який покалічив короля Кормака, внаслідок чого той позбувся влади, бо скалічений король не міг лишатися на троні згідно з давніми звичаями.
У скелі «Битва Гавра» говориться, що верховний король Кайрбре Ліфехайр прогнівався на Фінна і феніїв, вирішив, що забагато влади і впливу має ця організація воїнів в Ірландії. Скликав він представників різних земель і племен Ірландії і наказав їм «пригадати все зло яке вчинили проти них фенії, всі приниження і податки якими фенії їх обложили». І потім заявив: «Нехай я помру, але більше не буде так. Ірландія повинна бути вільна від феніїв». Потім зібрав військо і пішов на феніїв війною.
Але перед тим він запросив до себе одного з ватажків феніїв — Осгара. По дорозі до короля Осгар зустрів жінку з сідів, яка прала в річці закривавлений одяг. На запитання Осгара: «Чи переш ти цей одяг для мертвих?» Жінка відповіла: «Незабаром будуть кружляти над тобою круки на полі битви.» І пророчила, що судилось Осгару в тій битві вбити дев'ятсот воїнів і смертельно поранити короля. Король Кайрбре зустрів Осгара удавно привітно, влаштував бенкет, а потім запропонував Осгару помінятися списами, на що Осгар рішуче відмовив і покинув королівський палац. До феніїв прибув гонець короля, який повідомив, що король надалі відмовляється платити феніям за їх службу. Фенії і військо короля зійшлися в битві під Гавре (ірл. Gabhra). На боці короля було військо королівств Коннахту, Уладу, а також вождь Голл мак Морна (ірл. Goll mac Morna) і його прибічники. Феніїв підтримали королівство Мунстер та плем'я дессі. У битві загинули як ватажок фенів Осгар так і верховний король Ірландії Кайрбре Ліфехайр. Всіх загиблих урочисто поховали — ватажкам феніїв вирили могили які виривали тільки королям. Після цієї кровопролитної битви, в якій загинув увесь цвіт ірландського воїнства військова організація феніїв занепала і незабаром останні фенії загинули. Останніми феніями були Кайлье мак Ронань (ірл. Caílte mac Rónáin) і Ойсін мак Фінн (ірл. Oisín mac Fionn).
У ХІХ столітті виникла таємна організація «Фенії» яка була названа на честь давніх феніїв і яка ставила мету боротьбу за свободу Ірландії. Інша назва — «Ірландське революційне братство». Організація була створена у 1858 році. Один з засновників — Джон О'Махони. Фенії боролися за незалежну Ірландську республіку, таємно готували збройне повстання проти влади Великої Британії. Фенії користувалися підтримкою народних мас. Але повстання 1867 року було жорстоко придушене владою Великої Британії. Фенії діяли також на території Канади, що була на той час колонією Великої Британії. У ХХ столітті фенії увійшли до складу різних організацій, що боролись за свободу Ірландії, брали участь у ірландському повстанні у 1916 році.